# 科巴里德

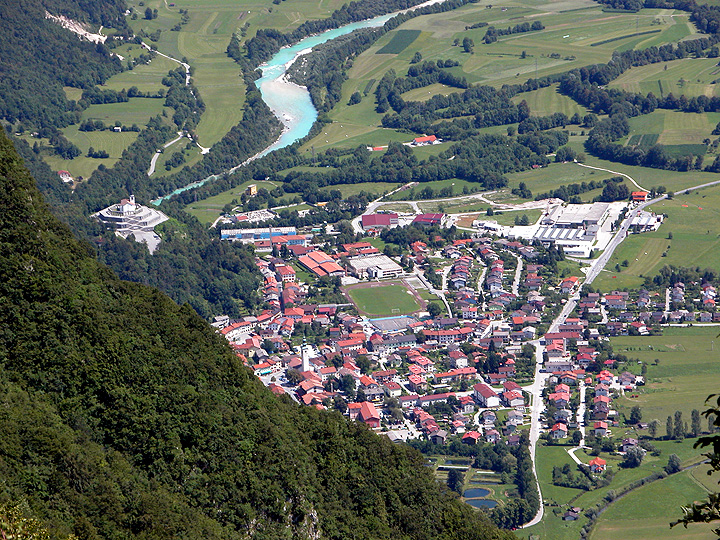

科巴里德是斯洛文尼亞西部科巴里德市鎮的城鎮及行政中心，毗鄰與意大利接壤的邊境。城镇面積为4.6平方公里，2016年的人口数为1,090人。主要的經濟产业是旅遊業。
該地於卡波雷托戰役期間，德義兩國於此爆發遭遇戰，義大利以3000人的兵力，擊潰了5000人的德軍，但德軍支援隨後趕到擊敗了義軍。

## 外部連結
- Kobarid （页面存档备份，存于）, official page of municipality in Slovene, English, Italian and German
- Museum of World War I, Kobarid （页面存档备份，存于） - English and Slovene